# Epizeuxis herminioides
Epizeuxis herminioides är en fjärilsart som beskrevs av Walker 1860. Epizeuxis herminioides ingår i släktet Epizeuxis och familjen nattflyn. Inga underarter finns listade i Catalogue of Life.